# Хто в лісі хазяїн?
«Хто в лісі хазяїн?» — анімаційний фільм 1977 року Творчого об'єднання художньої мультиплікації студії Київнаукфільм, режисер — Валентина Костилєва.

## Сюжет
Маленького пустуна-ведмедика мама відправила на пасіку: „Допоможи дідусеві. Сьогодні сам підеш. Пора ставати господарем“.
Всім звірятам хвалькувате ведмежа щосили намагалося довести, що саме воно в лісі господар...

## Над мультфільмом працювали
- Режисер: Валентина Костилєва
- Автор сценарію: Олександр Костинський
- Художник-постановник: М. Сапожников
- Композитор: Іван Карабиць
- Оператор: Тамара Федяніна
- Звукооператор: Ігор Погон
- Ляльководи: Елеонора Лисицька, А. Трифонов, Жан Таран
- Ляльки та декорації: Анатолій Радченко, Вадим Гахун, Яків Горбаченко, О. Волянська, Т. Грищенко, М. Вакуленко, А. Кислій, А. Опришко, В. Вострецов, Т. Дубенко, М. Малярж
- Редактор: Володимир Гайдай
- Директор фільму: М. Гладкова